# تاکاهیرو کونییوشی
تاکاهیرو کونییوشی (انگلیسی: Takahiro Kuniyoshi؛ زادهٔ ۲۸ مهٔ ۱۹۸۸) بازیکن فوتبال اهل ژاپن است.
از باشگاه‌هایی که در آن بازی کرده‌است می‌توان به باشگاه فوتبال ساگان توسو اشاره کرد.